# كازيمير شميت
كازيمير شميت (بالهولندية: Casimir Schmidt)‏ هو لاعب جمباز فني هولندي، ولد في 31 أكتوبر 1995 في هارلمرمير في هولندا.

## وصلات خارجية
- كازيمير شميت على موقع الاتحاد الدولي للجمباز (licence) (الإنجليزية)
- كازيمير شميت على موقع الاتحاد الدولي للجمباز (biography) (الإنجليزية)